# Sala Bolognese
Sala Bolognese – miejscowość i gmina we Włoszech, w regionie Emilia-Romania, w prowincji Bolonia.
Według danych na styczeń 2009 gminę zamieszkiwało 8260 osób przy gęstości zaludnienia 182,8 os./1 km².